# 陈丹燕
陈丹燕（1958年12月18日—），本姓李，祖籍广西平乐，生于北京，中国当代作家。

## 生平
生于北京，8岁移居上海。1982年毕业于华东师范大学中文系。在《儿童时代》杂志社担任编辑期间，开始发表作品。
1988年长篇小说《女中学生三部曲》出版，描写校园少女成长中的压抑。《一个女孩》、《九生》等作品有较大影响。
1998年开始出版一系列上海文化散文。代表作为“上海三部曲”：《上海的风花雪月》、《上海的金枝玉叶》、《上海的红颜遗事》。
近年主要作品为都市随笔与游记：《咖啡苦不苦》、《木已成舟》、《今晚去哪里》、《漫卷西风》等。被认为是典型的海派作家、小资作家。

## 荣誉
外国勋章奖章
- 功绩金奖章（塞尔维亚，2023年6月6日于北京塞尔维亚驻华大使馆颁发[1]）